# Igrzyska Panamerykańskie 1971
VI Igrzyska Panamerykańskie odbyły się w Cali w zachodniej Kolumbii w dniach 30 lipca – 13 sierpnia 1971 r. W zawodach udział wzięło 2935 sportowców z 32 państw. Sportowcy rywalizowali w 169 konkurencjach w 18 sportach. Najwięcej medali zdobyli reprezentanci USA – 218. 

## Państwa uczestniczące w igrzyskach
| - Argentyna - Antyle Holenderskie - Bahamy - Barbados - Belize - Bermudy - Boliwia - Brazylia - Chile - Dominikana - Ekwador | - Gujana - Gwatemala - Haiti - Honduras - Jamajka - Kanada - Kolumbia - Kostaryka - Kuba - Meksyk - Panama | - Paragwaj - Peru - Portoryko - Salwador - Stany Zjednoczone - Surinam - Trynidad i Tobago - Urugwaj - Wenezuela - Wyspy Dziewicze Stanów Zjednoczonych |

## Dyscypliny i rezultaty
| - Baseball (szczegóły) - Boks (szczegóły) - Gimnastyka (szczegóły) - Hokej na trawie (szczegóły) - Jeździectwo (szczegóły) - Kolarstwo (szczegóły) - Koszykówka (szczegóły) - Lekkoatletyka (szczegóły) - Piłka nożna (szczegóły) - Piłka siatkowa (szczegóły) | - Piłka wodna (szczegóły) - Pływanie (szczegóły) - Pływanie synchroniczne (szczegóły) - Podnoszenie ciężarów (szczegóły) - Skoki do wody (szczegóły) - Strzelectwo (szczegóły) - Szermierka (szczegóły) - Wioślarstwo (szczegóły) - Zapasy (szczegóły) |

## Tabela medalowa
| Miejsce | Kraj                                 | Złoto | Srebro | Brąz | Razem |
| 1       | Stany Zjednoczone                    | 105   | 73     | 40   | 218   |
| 2       | Kuba                                 | 31    | 48     | 25   | 104   |
| 3       | Kanada                               | 19    | 20     | 41   | 80    |
| 4       | Brazylia                             | 9     | 7      | 14   | 30    |
| 5       | Meksyk                               | 7     | 11     | 23   | 41    |
| 6       | Argentyna                            | 6     | 4      | 12   | 22    |
| 7       | Kolumbia                             | 5     | 9      | 14   | 28    |
| 8       | Jamajka                              | 4     | 3      | 4    | 11    |
| 9       | Portoryko                            | 2     | 4      | 7    | 13    |
| 10      | Wenezuela                            | 2     | 3      | 4    | 9     |
| 11      | Antyle Holenderskie                  | 1     | 2      | 1    | 4     |
| 12      | Trynidad i Tobago                    | 1     | 1      | 5    | 7     |
| 13      | Panama                               | 1     | 1      | 4    | 6     |
| 14      | Ekwador                              | 1     | 0      | 2    | 3     |
| 15      | Gwatemala                            | 1     | 0      | 0    | 1     |
| 16      | Chile                                | 0     | 3      | 4    | 7     |
| 17      | Peru                                 | 0     | 1      | 4    | 5     |
| 17      | Urugwaj                              | 0     | 1      | 4    | 5     |
| 19      | Barbados                             | 0     | 1      | 0    | 1     |
| 20      | Gujana                               | 0     | 0      | 1    | 1     |
| 20      | Wyspy Dziewicze Stanów Zjednoczonych | 0     | 0      | 1    | 1     |